# Ngân hàng thương mại cổ phần Kỹ Thương Việt Nam
Ngân hàng thương mại cổ phần Kỹ Thương Việt Nam (hay còn được gọi là Techcombank; mã giao dịch: TCB) là một ngân hàng thương mại cổ phần của Việt Nam, được thành lập năm 1993 với số vốn ban đầu 20 tỷ đồng.
Trụ sở chính của Techcombank được đặt tại Số 6 phố Quang Trung, Quận Hoàn Kiếm, Hà Nội. Ngân hàng hiện có chi nhánh và hội sở tại khắp các tỉnh thành trên toàn quốc với hơn 11.882 nhân viên (tính tới quý 1 năm 2020). Techcombank được nhiều tổ chức Việt Nam và quốc tế trao các giải thưởng về tài chính - ngân hàng, và được coi là một trong những ngân hàng uy tín hàng đầu tại Việt Nam. Tuy nhiên Techcombank cũng thường bị nhắc tới với các bê bối sử dụng thủ đoạn xã hội đen để thu hồi nợ.

## Lịch sử
Techcombank được thành lập vào ngày 27 tháng 9 năm 1993 tại 24 phố Lý Thường Kiệt, Hà Nội bởi một nhóm các trí thức làm việc tại Châu Âu và Liên Xô. Chỉ một năm sau, ngân hàng mở chi nhánh tại Thành phố Hồ Chí Minh và tăng vốn điều lệ lên 51,5 tỷ đồng. Trong năm 1996, Techcombank thành lập Chi nhánh Thăng Long cùng Phòng giao dịch Nguyễn Chí Thanh tại Hà Nội, sau đó là Phòng giao dịch Thắng Lợi trực thuộc Techcombank tại Thành phố Hồ Chí Minh.
Trụ sở chính được chuyển sang Toà nhà Techcombank, 15 Đào Duy Từ, Hà Nội vào năm 1998. Cũng trong năm này, ngân hàng mở chi nhánh đầu tiên của mình tại thành phố Đà Nẵng. Tính tới năm 2005, họ đã mở thêm được hàng loạt chi nhánh cấp 1 tại các tỉnh thành phố như Lào Cai, Hưng Yên, Vĩnh Phúc, Bắc Ninh, Nha Trang, Vũng Tàu, cùng nhiều chi nhánh mới tại 3 thành phố trung ương. Cuối năm 2005, ngân hàng đã có vốn điều lệ lên tới 555 tỷ đồng. Trước đó, ngân hàng cùng Vietcombank phối hợp trở thành đơn vị đầu tiên của Việt Nam phát hành F@stAccess-Connect 24 vào cuối năm 2003. Thẻ thanh toán quốc tế Techcombank Visa được ra mắt vào năm 2006.
Năm 2007, Techcombank trở thành ngân hàng ngân hàng có mạng lưới giao dịch lớn thứ hai trong khối ngân hàng thương mại cổ phần với gần 130 chi nhánh và phòng giao dịch. Đến năm 2008, ngân hàng ra mắt thẻ tín dụng Techcombank Visa Credit, sau đó phát hành thẻ đồng thương hiệu Techcombank – Vietnam Airlines – Visa vào năm 2012.

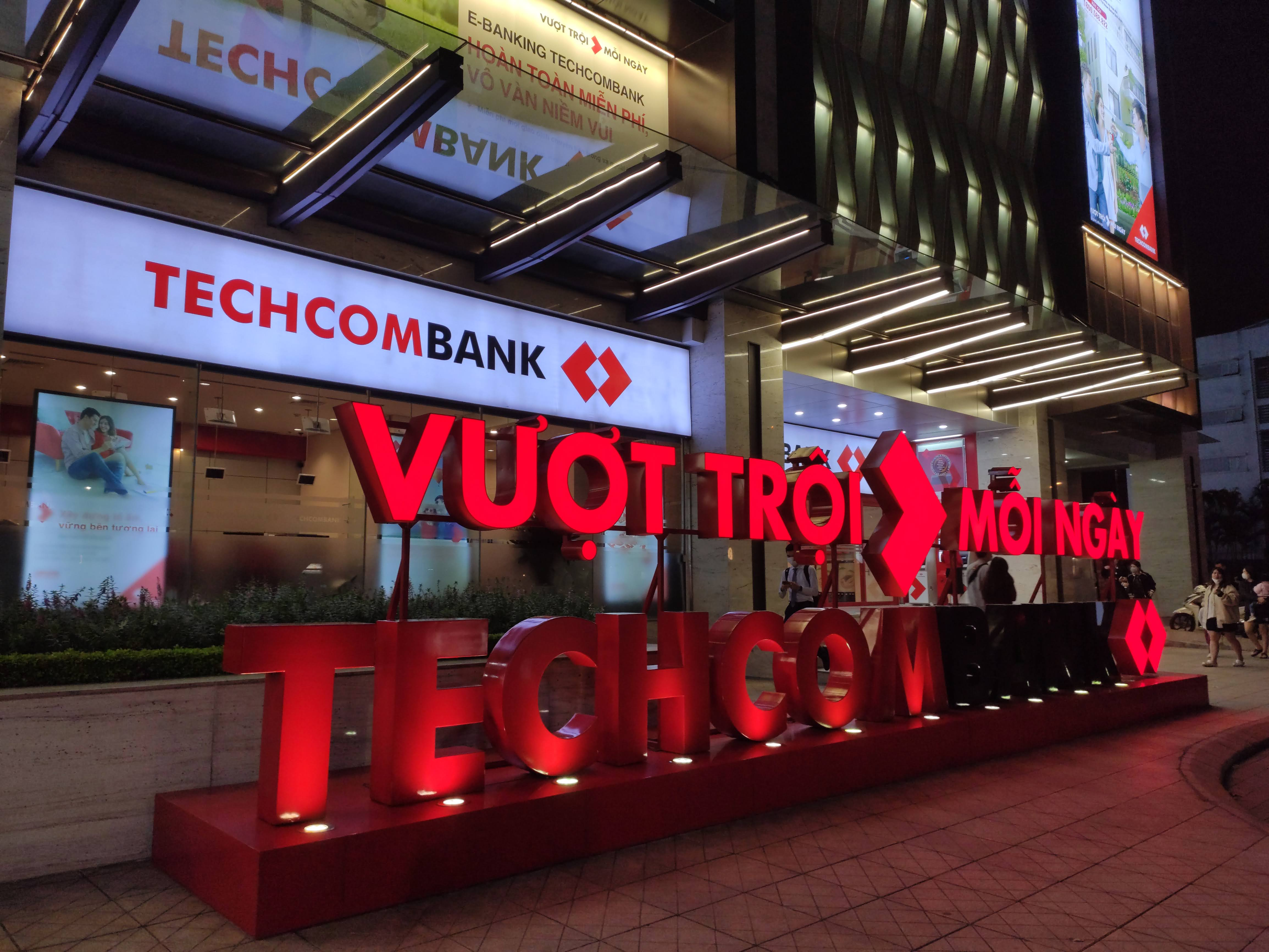
Hội sở cũ của Ngân hàng Techcombank tại Bà Triệu, Hà Nội

Năm 2018, Techcombank được niêm yết trên sàn chứng khoán Thành phố Hồ Chí Minh (mã HOSE: TCB). Năm 2020, tổng tài sản doanh nghiệp ước tính đạt 439,6 nghìn tỷ đồng với gần 11.882 nhân viên. Techcombank sở hữu 3 công ty con phụ trách các nhiệm vụ khác nhau bao gồm Công ty cổ phần Chứng khoán Kỹ thương, Công ty Trách nhiệm hữu hạn một thành viên Quản lý nợ, và Công ty Trách nhiệm hữu hạn Quản lý quỹ Kỹ thương.

## Giải thưởng
- Năm 2023 Tại The Asset Triple A Country Awards, ngân hàng TMCP Kỹ Thương Việt Nam (Techcombank) được trao giải tổ chức tài chính cho vay hợp vốn tốt nhất Việt Nam.[12]
- The Asian Banker vinh danh Techcombank là 'Ngân hàng bán lẻ xuất sắc nhất' [13]

## Bê bối

### Thu hồi nợ kiểu xã hội đen
Ngày 17 tháng 4 năm 2015, nhiều người tự xưng là cán bộ Techcombank chi nhánh Sơn Tây vào cắt khóa kho xưởng gia đình anh Phan Đăng Anh trú tại xã Xuân Phú, huyện Phúc Thọ, Hà Nội với ý định thu nợ và niêm phong tài sản. "Sự việc chỉ kết thúc khi gia đình báo cho công an huyện Phúc Thọ thì phía ngân hàng mới mở cửa cho gia đình vào".
Ngày 6 tháng 4 năm 2016, "tổ đặc nhiệm" thu hồi nợ của với trang phục, trang bị đầy đủ dùi cui, lá chắn, xà beng đã phá cửa ngôi nhà số 756 Quang Trung, Hà Đông của gia đình anh Đoàn Thế Minh để gây sức ép thu hồi nợ.
Ngày 8 tháng 9 năm 2016, một nhóm chục người tự xưng là nhân viên của Techcombank ngang nhiên xông vào nhà 7A, đường Hoàng Ngân, phường Nhân Chính, quận Thanh Xuân, Hà Nội tuyên bố cưỡng chế thu hồi toàn bộ nhà đất. Nhóm nhân viên này không hề đưa ra được bất kỳ văn bản, quyết định nào của cơ quan Nhà nước có thẩm quyền hoặc Bản án/Quyết định của Tòa án có hiệu lực pháp luật có nội dung buộc họ phải giao nhà đất cho Ngân hàng hoặc cho phép Ngân hàng được tổ chức cưỡng chế.
Tháng 8 năm 2018, báo chí tố cáo Techcombank Hà Nội thu hồi nợ theo kiểu xã hội đen, đưa người đến chiếm dụng nhà của bà Trần Thị Hương, công dân phường Dịch Vọng Hậu, quận Cầu Giấy. Có những lúc tranh chấp lên đến đỉnh điểm, nhóm người lạ dùng vũ lực cưỡng chế bà Hương và các con ra khỏi nhà. Ngày 10 tháng 9 năm 2018, UBND phường Dịch Vọng Hậu buộc phải có văn bản gửi Techcombank với nội dung "Đề nghị không cưỡng chế bà Hương và những người ở trong nhà bà Hương ra khỏi chỗ ở của gia đình bà khi chưa có bản án có hiệu lực pháp luật của tòa án có thẩm quyền".